# 棚橋満
棚橋 満（たなはし みつる、1971年  - 　）は、日本の材料工学者。富山県立大学工学部機械システム工学科准教授。

## 来歴
岐阜県出身。
1994年3月に名古屋大学工学部材料機能工学科を卒業して、引き続き同大学大学院工学研究科材料機能工学専攻に進み、1999年3月に博士課程後期を修了して博士（工学）を取得した。同年4月より名古屋大学大学院工学研究科助手となり、以後、助教（2007年）、講師（2010年）を務める。
この間、2011年4月から2年間、内閣府政策統括官 (科学技術政策・イノベーション担当) 付上席政策調査員も務めた。
2018年4月に富山県立大学工学部准教授となる。